# Palazzo Farnese (Caprarola)

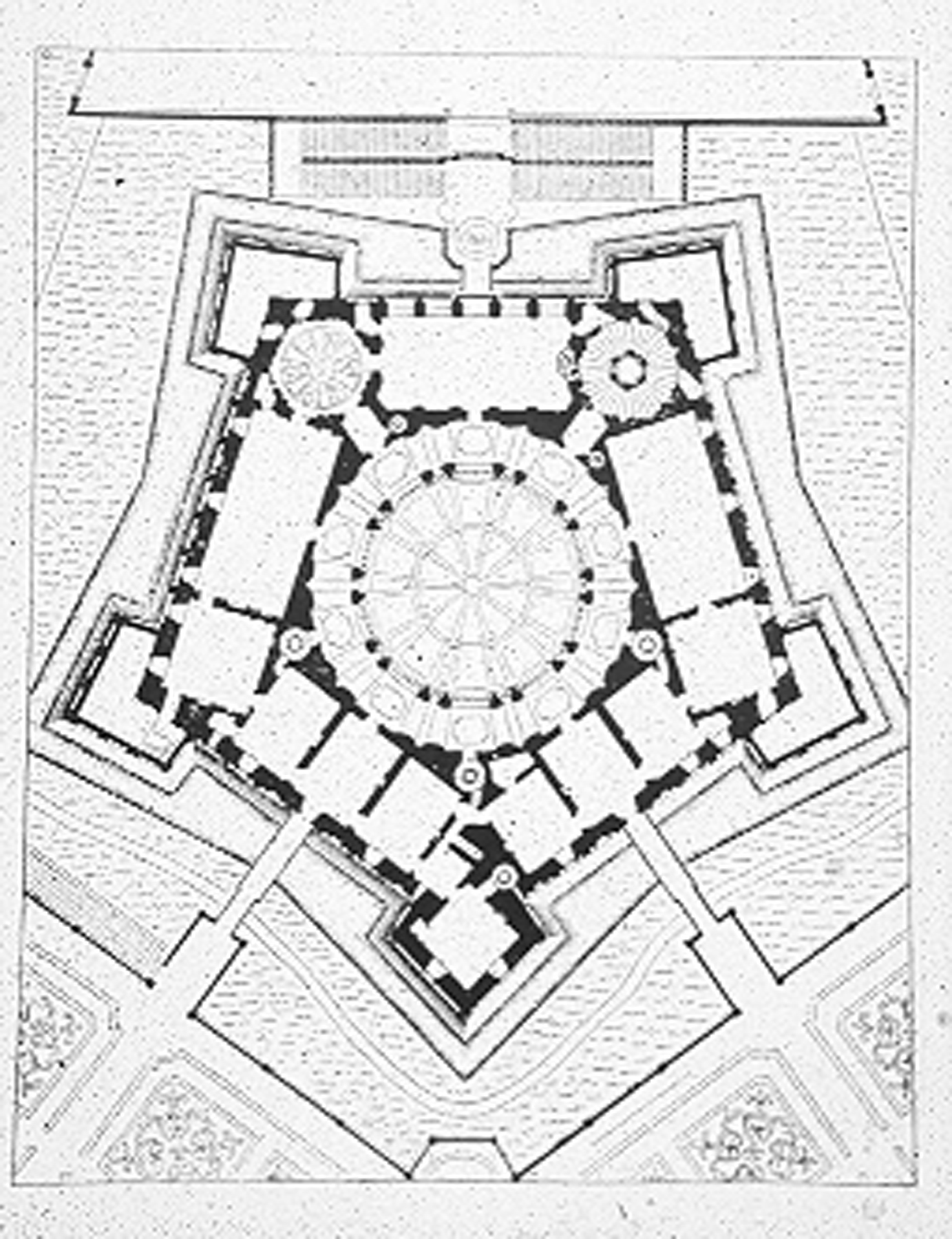
Pianta del palazzo

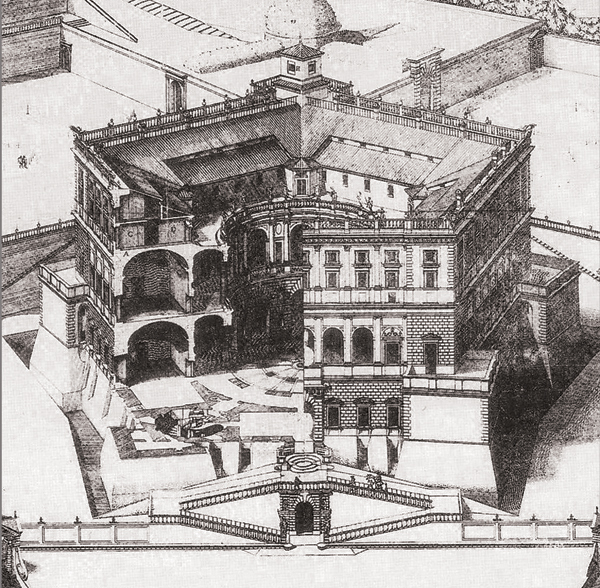
Incisione di Paul Letarouilly, XIX secolo

Il Palazzo Farnese (o Villa Farnese) si trova a Caprarola in provincia di Viterbo nel Lazio. Fu costruito per la famiglia Farnese e costituisce uno dei migliori esempi di dimora di epoca manierista.
Dal dicembre 2014 il Ministero della Cultura lo gestisce tramite il Polo museale del Lazio, nel dicembre 2019 divenuto Direzione regionale Musei.

## Storia
Il palazzo fu una delle molte dimore signorili costruite dai Farnese nei propri domini. Inizialmente doveva avere caratteristiche difensive come era comune nelle dimore signorili del territorio laziale tra XV e XVI secolo. La realizzazione di una residenza fortificata a Caprarola venne inizialmente affidata dal cardinale Alessandro Farnese il Vecchio ad Antonio da Sangallo il Giovane che progettò una rocca pentagonale con bastioni angolari. I lavori iniziarono nel 1530, ma furono sospesi nel 1546 a causa della morte del Sangallo.
Il cardinale Alessandro il Giovane, insediatosi a sua volta a Caprarola, volle riprendere il progetto del nonno, così, nel 1547, affidò il cantiere al Vignola, ma i lavori ripresero solo nel 1559.
Vignola, venuto meno lo scopo difensivo, modificò radicalmente il progetto originale: la costruzione, pur mantenendo la pianta pentagonale dell'originaria fortificazione, venne trasformata in un imponente palazzo rinascimentale, che divenne poi la residenza estiva del cardinale e della sua corte.
Al posto dei bastioni d'angolo l'architetto inserì delle ampie terrazze aperte sulla campagna circostante, mentre al centro della residenza fu realizzato un cortile circolare a due piani, con il superiore leggermente arretrato.
Vignola fece tagliare la collina con scalinate in modo da isolare il palazzo e, allo stesso tempo, integrarlo armoniosamente con il territorio circostante; inoltre fu aperta una strada rettilinea nel centro del paesino sottostante, così da collegare visivamente il palazzo alla cittadina ed esaltarne la posizione dominante su tutto l'abitato. Diresse personalmente i lavori, almeno fino al 1564, e comunque alla sua morte, nel 1573, l'edificio era praticamente completato.
All'interno della sontuosa dimora lavorarono i migliori pittori e architetti dell'epoca. I temi degli affreschi furono ispirati dal letterato Annibal Caro e realizzati da Taddeo Zuccari, poi sostituito, alla sua morte (1566), dal fratello Federico Zuccari, da Onofrio Panvinio e da Fulvio Orsini.
Alla villa sono annessi gli "Orti farnesiani" (con lo stesso nome dei giardini della famiglia sul colle Palatino a Roma), uno splendido esempio di giardino tardo-rinascimentale, realizzato attraverso un sistema di terrazzamenti alle spalle della dimora, arroccati sul colle dal quale s'erge la costruzione e collegati dal Vignola con la residenza attraverso dei ponti. I lavori per il giardino furono iniziati nel 1565 da Giacomo Del Duca, utilizzando per i terrazzamenti la terra di scarico delle fondazioni della chiesa del Gesù a Roma, e si conclusero solo nel 1630, sotto la direzione di Girolamo Rainaldi.
La piccola costruzione che si trova all'interno dei giardini è stata scelta da Luigi Einaudi come residenza estiva nel settennio della sua presidenza della Repubblica (1948-1955).

## Descrizione

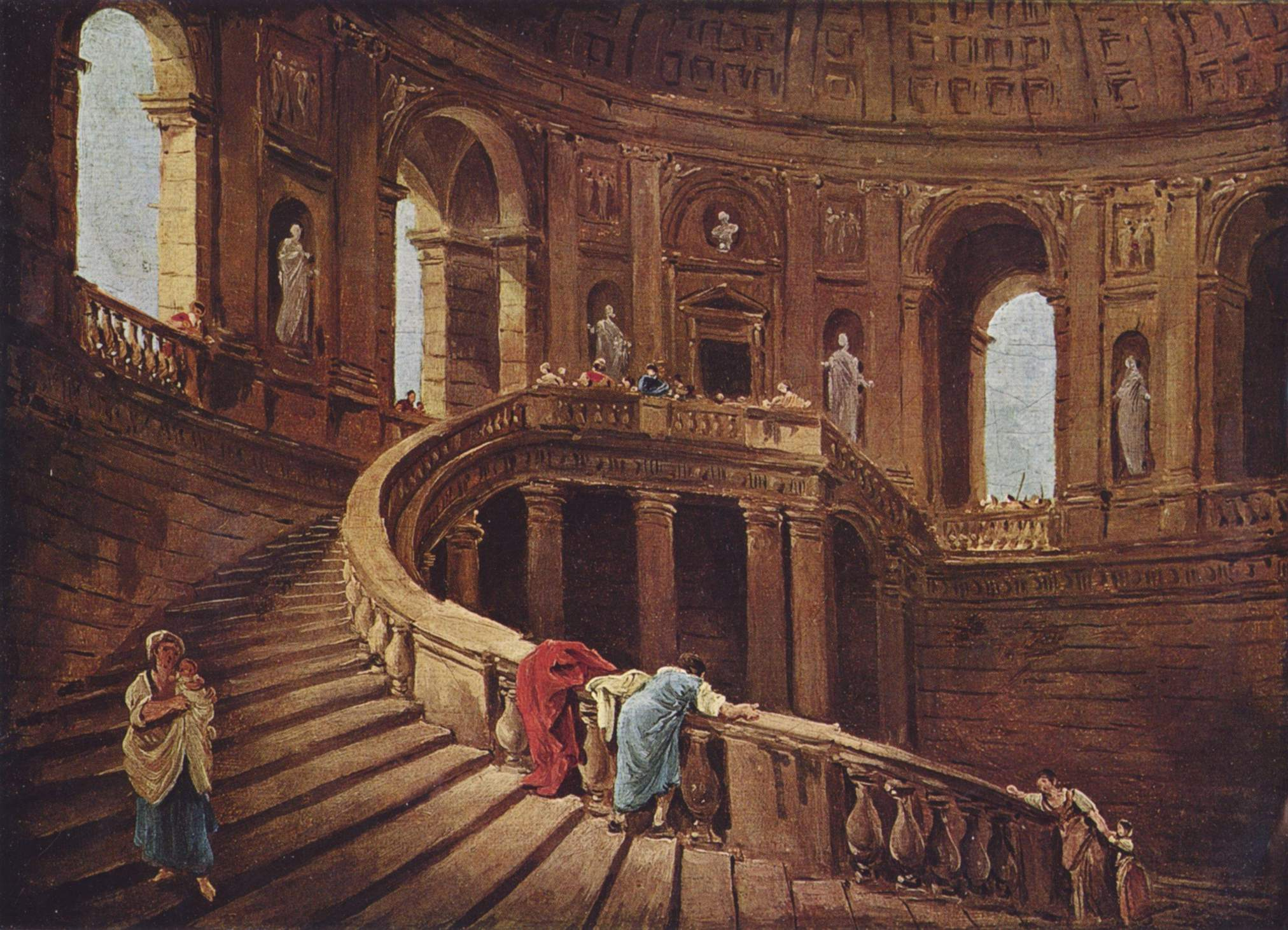
Scala di palazzo in un dipinto di Hubert Robert

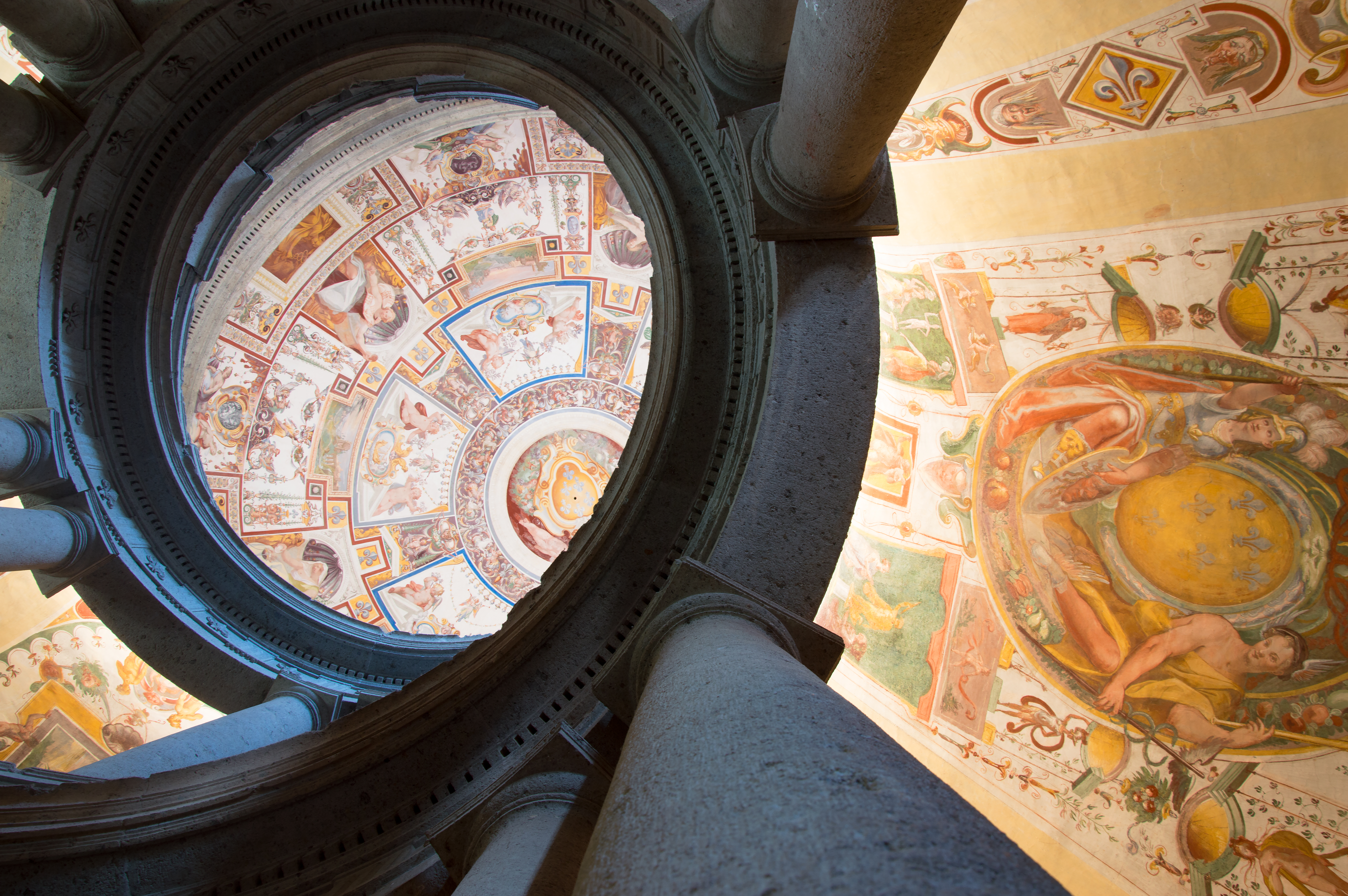
Vista della Scala Regia

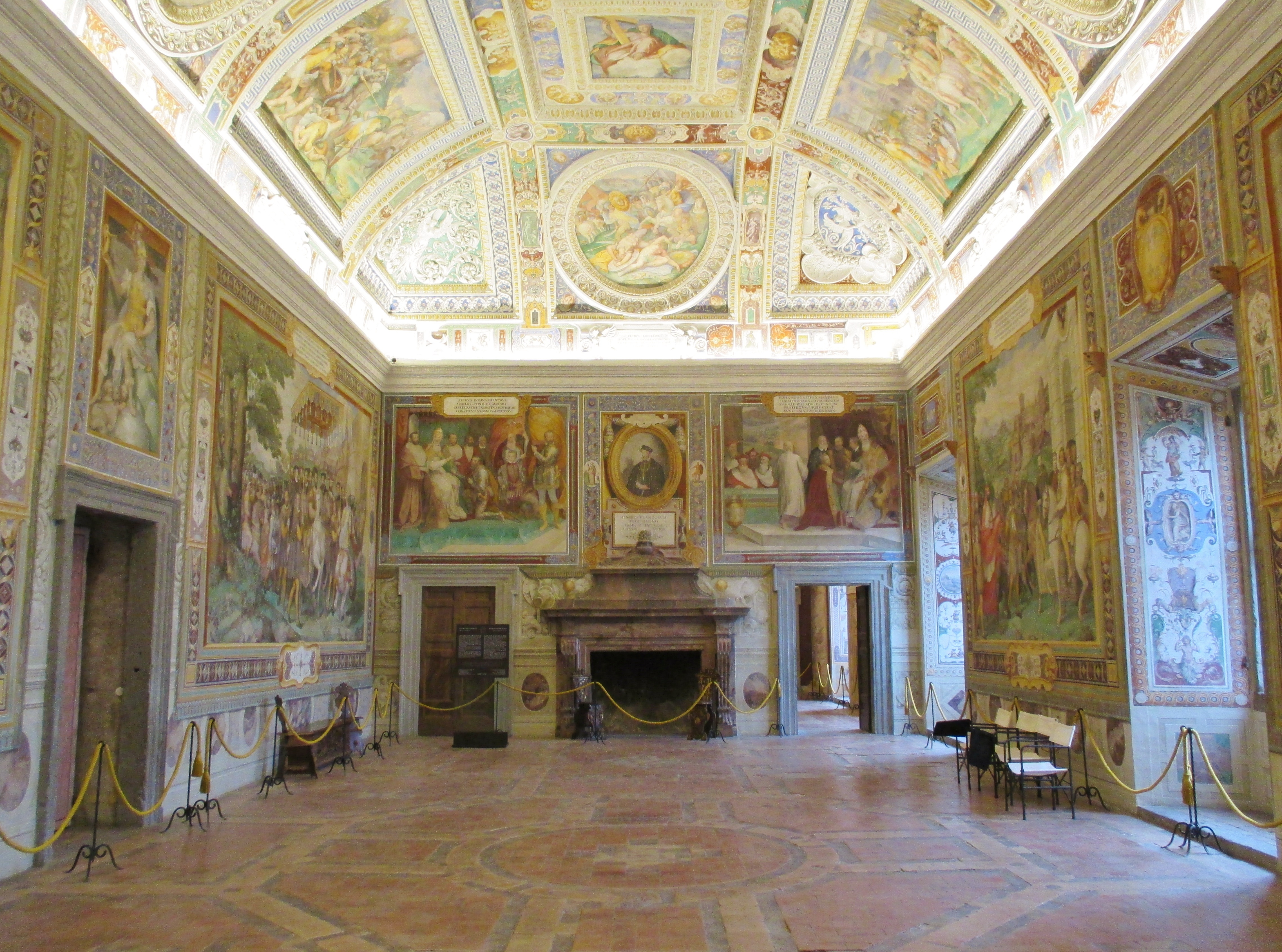
Sala dei Fasti Farnesiani

### Esterno
Dall'alto si può ammirare la sua forma a pentagono con il cortile circolare al centro. Questo era in pendenza verso il centro, dove all'interno di esso era situata una "bocca della verità" che raccoglieva tutta l'acqua piovana che veniva usata per ogni bene di uso quotidiano.
Il palazzo viene inquadrato dalla strada che si allarga nella piazza antistante la facciata principale (dove è posto l'ingresso). Probabilmente Vignola stesso progettò la sistemazione esterna, demolendo molte preesistenze del borgo, e progettando anche le facciate di alcuni edifici che fanno da quinta alla prospettiva di accesso.
Originariamente tutt'intorno era circondato da un fossato.

### Interno
I vari ambienti sono suddivisi secondo uno schema preciso e moderno:
- la zona estiva a nord-est situata dove non batteva il sole,
- la zona invernale a sud-ovest situata dove batteva il sole.

Le zone della servitù erano separate dalla zona del cardinale e vennero addirittura ricavate dallo spessore dei muri. Annesse alle stanze della servitù erano le cucine e i magazzini. In questa zona era alloggiata la scala del cartoccio, una rampa di forma elicoidale che permetteva di far scendere, mediante una guida scolpita nel corrimano, un cartoccio di carta, con all'interno sabbia o sassolini, in modo da far giungere velocemente ai piani inferiori messaggi riservati.
Il piano rialzato viene chiamato Piano dei Prelati. Vi si accede sia dalla scalinata esterna che dall'interna.
In questo piano vi sono le stanze affrescate da Taddeo Zuccari, le stanze delle stagioni del Vignola e la stanza delle guardie.
Il cortile, raggiungibile da questi ambienti, è di forma circolare e realizzato dallo stesso Vignola. È composto da due porticati sovrapposti, con volte affrescate da Antonio Tempesta.
Il Tempesta fu pure autore degli affreschi della scala interna (la Scala Regia), che ruota intorno a 30 colonne di peperino, attraverso le quali, secondo la leggenda, il cardinale vi passava a cavallo per raggiungere il piano nobile.
Sopra il piano rialzato si trova il piano nobile, la cui zona estiva fu affrescata da Taddeo Zuccari, mentre quella invernale fu dipinta da Jacopo Zanguidi (detto il Bertoja), da Raffaellino da Reggio e Giovanni de Vecchi. Qui sono collocate la camera da letto del cardinale, detta Camera dell'Aurora, e la camera delle celebrità, detta Stanza dei Fasti Farnesiani, con gli affreschi che riassumono la vita dei Farnese. Oltre, è posta l'Anticamera del Concilio, che prende il nome dall'affresco del Concilio di Trento; nella stessa stanza vi è un affresco raffigurante papa Paolo III mentre scomunica, con la candela in mano, il re d’Inghilterra Enrico VIII.
Successivamente si apre la Sala di Ercole, che prende anch'essa il nome dagli affreschi presenti.
Una delle stanze più rappresentative del palazzo è la Stanza delle Geografiche o del Mappamondo, la quale prende il nome dagli affreschi di Giovanni Antonio da Varese.
Il quarto e quinto piano erano assegnati agli staffieri e ai cavalieri.

### Galleria d'immagini

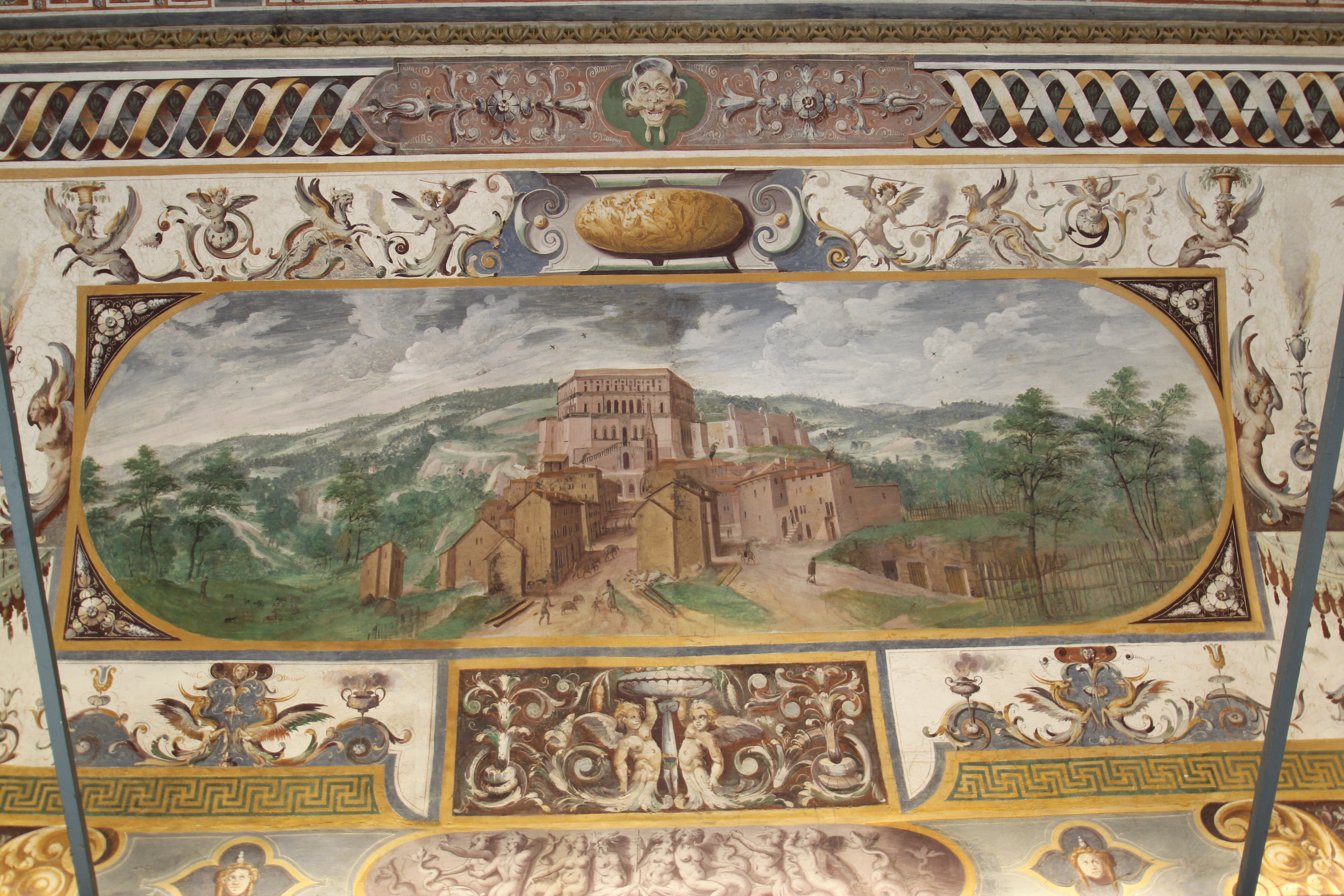
Palazzo Farnese in un affresco dell'Ingresso dello stesso Palazzo
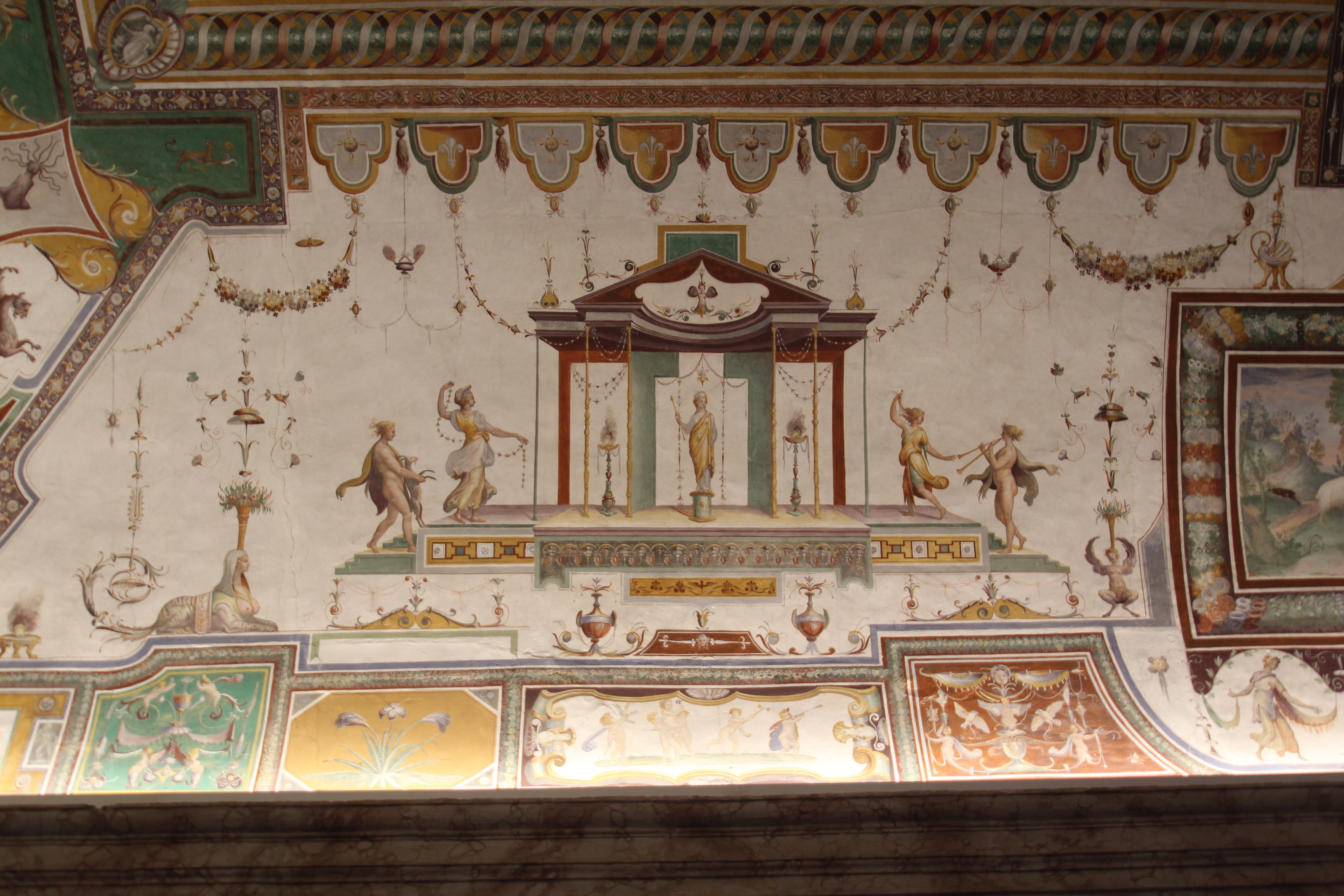
Una delle decorazioni del soffitto
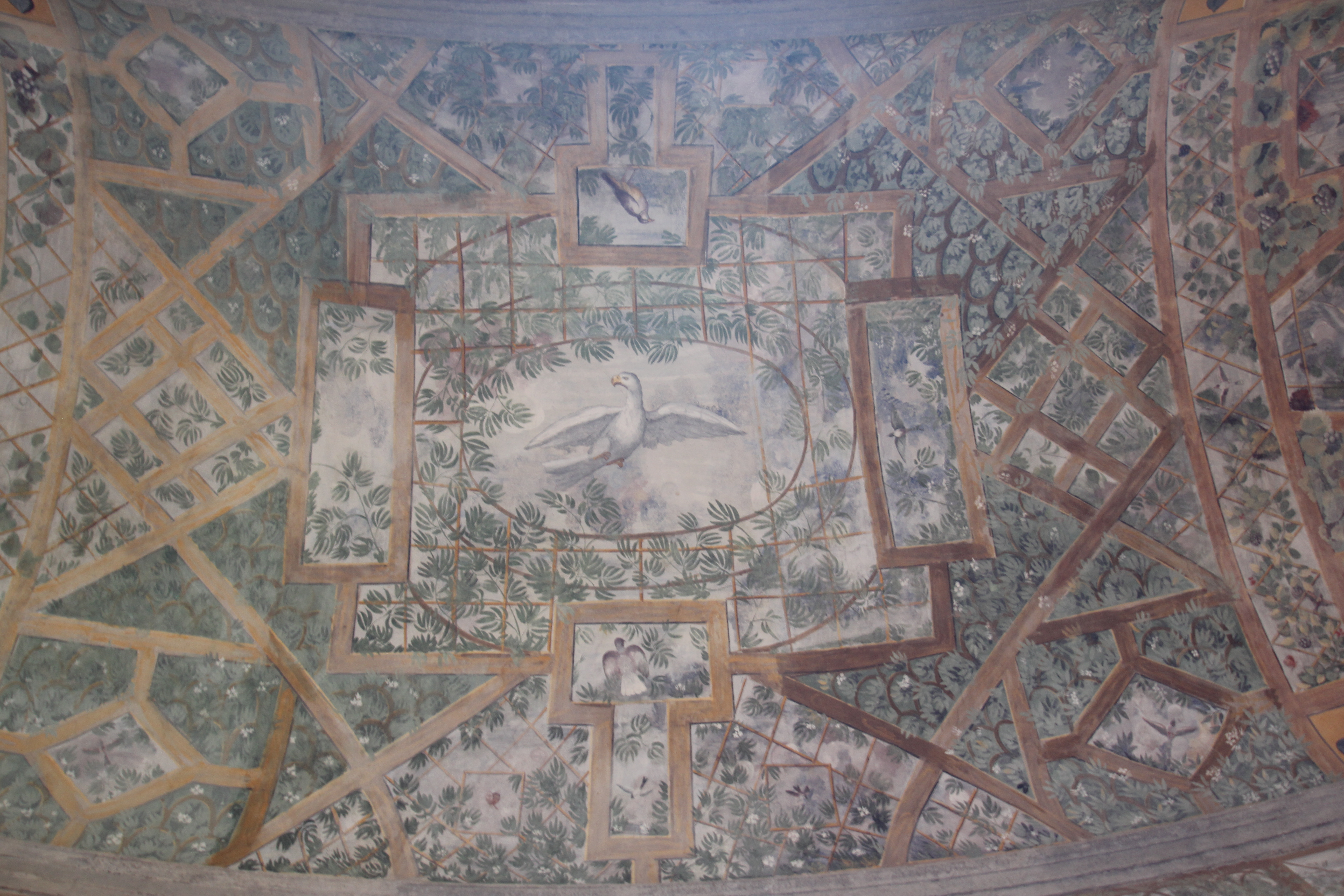
Una delle decorazioni del Deambulatorio
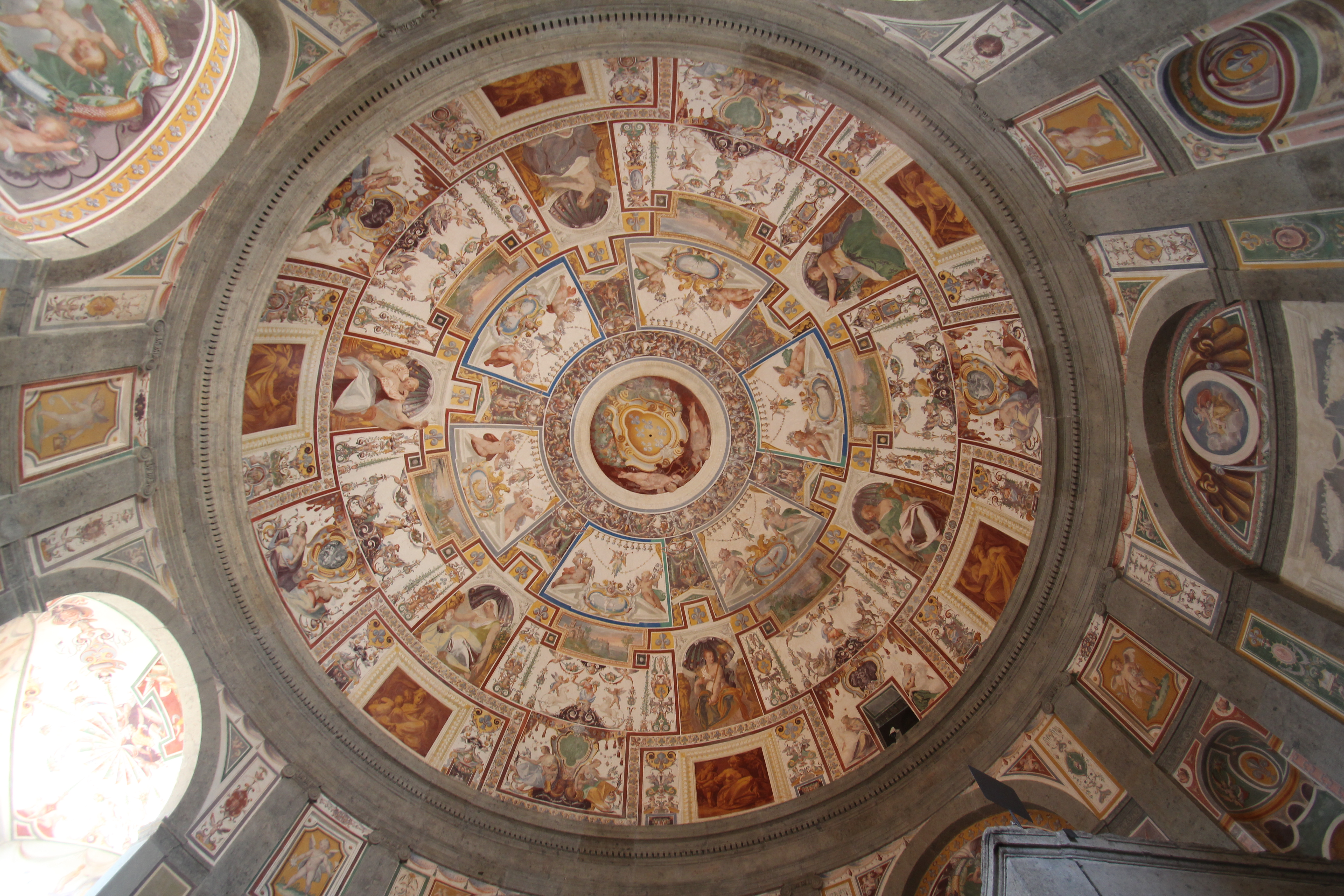
Soffitto a Cupola della Scala Regia
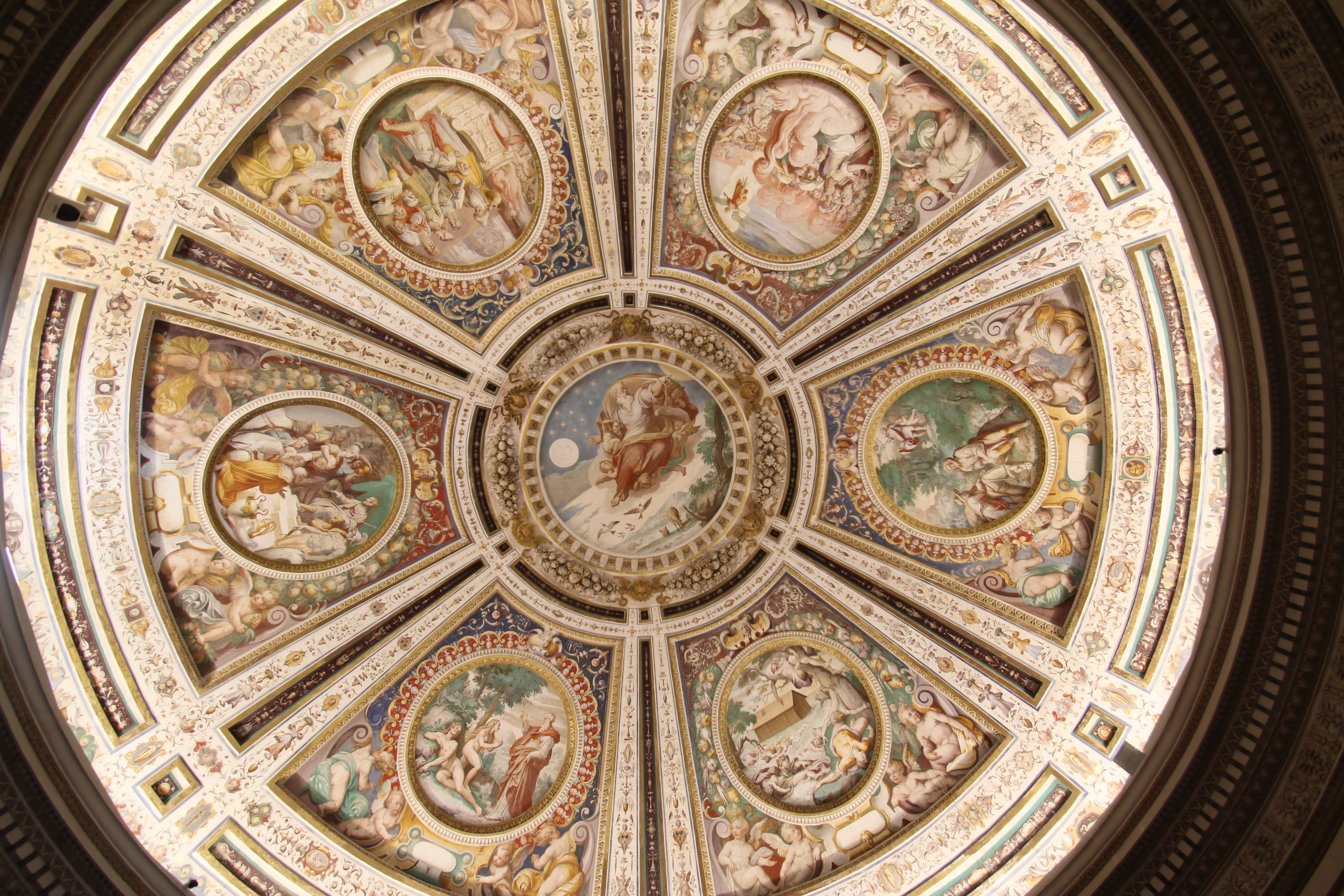
Soffitto della Cappella gentilizia
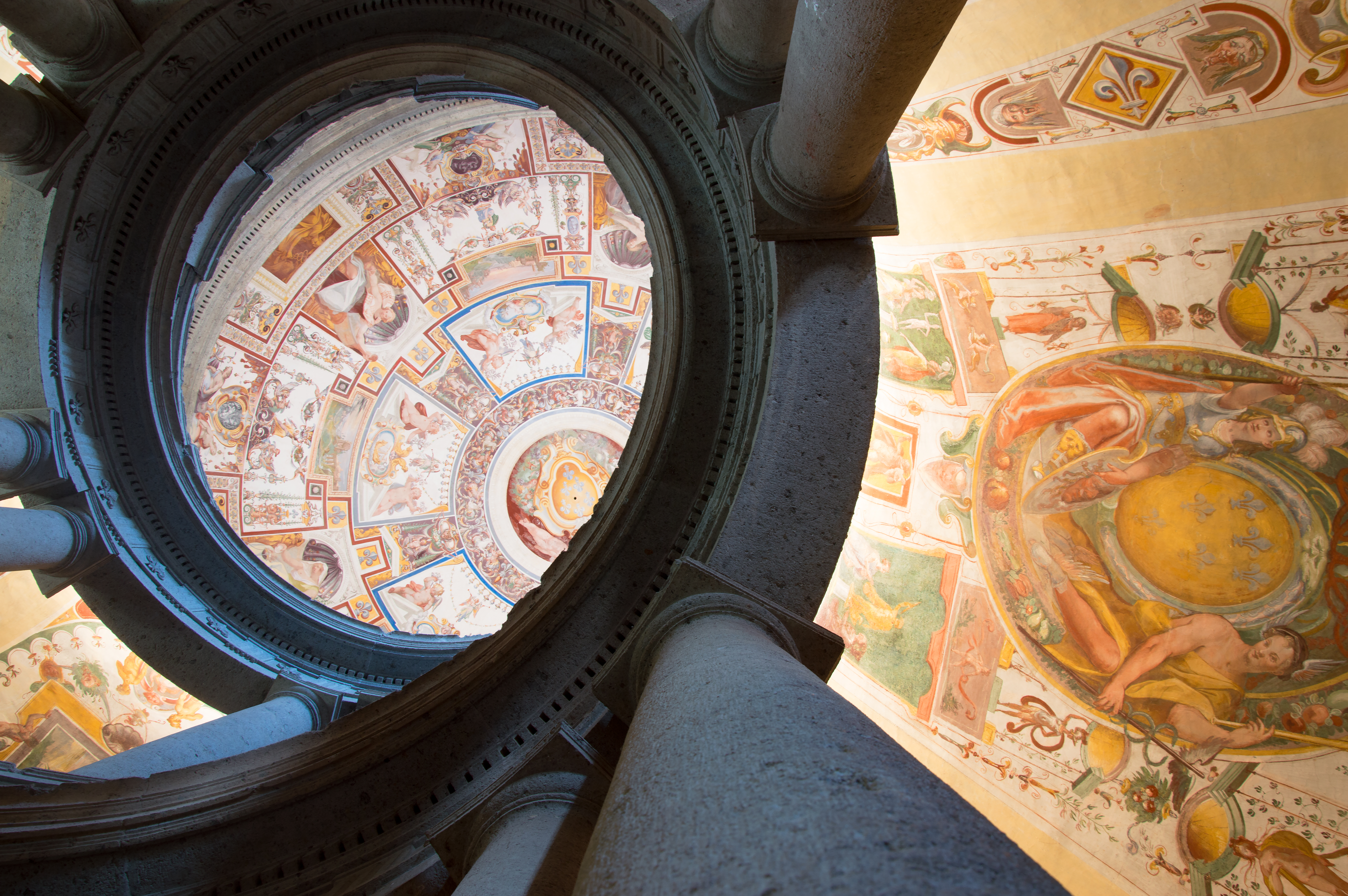
La Scala Regia con gli affreschi del Tempesta

## Il Palazzo Farnese di Caprarola nella cultura
Al Palazzo Farnese di Caprarola si sarebbe ispirata l'architettura del Pentagono a Washington DC.

### Cinema
La lista e le descrizioni che seguono provengono da www.davinotti.com 
- Le voci bianche (1964) "Il palazzo di Don Ascanio Savello (Leroy) dove Meo conoscerà i “musici” castrati (giardini e interni"
- Amore all'italiana (1966) "La Villa di Castel Rodolfo dove vive e finge di morire Don Pantaleone (ep. Sangue blu)"
- L'anticristo (1974) "Il palazzo del Vaticano dove monsignor Oderisi (Kennedy) incontra Massimo Oderisi (Ferrer)"
- Cadaveri eccellenti (1976) "Il palazzo dove risiedono il presidente del CSM e l’armatore (l'appartamento dell'armatore)"
- L'eredità Ferramonti (1976) - il tribunale dove verrà letta la sentenza risolutiva
- State buoni se potete (1983) - la residenza del Duca di Caprarola (Crippa) presso la quale si reca Filippo Neri
- Fracchia contro Dracula (1985) "I sotterranei del castello del conte Vlad (Purdom)"
- Il commissario Lo Gatto (1986) - il salone del Vaticano dove Lo Gatto (Banfi) interroga il papa chiedendogli l'alibi
- Stradivari (1988) - il salone dove si svolgono le selezioni per il miglior violino, e la presentazione al Re di Spagna
- Don Bosco (1988) - il palazzo del Vaticano dove il protagonista viene ricevuto da Papa Pio IX e Papa Leone XIII
- Il padrino - Parte III (1990) - i sacri palazzi del Vaticano, sede di vari intrighi di potere
- L'avaro (1990) "Il palazzo del Vaticano dove Sordi va a incontrare Christopher Lee (uscita)"
- Hudson Hawk - Il mago del furto (1991) - i Musei Vaticani nei quali Hudson Hawk (Willis) si introduce per trafugare il Codice Atlantico"
- Pontormo - Un amore eretico (2004) "Il palazzo in cui abita il rappresentante dell'imperatore Carlo V (Sbragia)"
- La condanna (1991) di Marco Bellocchio
- Il leone del deserto (1981) "Palazzo Venezia, sede del governo fascista (studio di Mussolini)"
- Cenerentola 80 (1984) "Palazzo Gherardeschi, residenza del principe Goncalvo Gherardeschi (Celi) (interni "privati")"
- L'uomo venuto dal Kremlino (1968) "Lo studio del cardinal Rinaldi (De Sica) (interni)"
- Preferisco il Paradiso (2 puntate) (2010) "il palazzo in cui papa Clemente VII (Fiorentini) riceve in udienza Filippo Neri (Proietti)"
- Colpi di fulmine (2012) "Il Palazzo Apostolico Vaticano (interni) frequentato da Greg (ep. Corpo de furmine)"
- Il generale dell'armata morta (1984) "La villa della baronessa Betsy Mirafiore (Aimée), la vedova del colonnello Salvatore Di Brenni"
- La maschera (1988) "La villa patrizia nei dintorni di Venezia (set principale) dove Leonardo (Maloney) vive"
- Monsignore (1982) "Il palazzo del Vaticano dove, dopo la guerra, Padre Flaherty (Reeve) viene convocato"
- Commediasexi (2006) "Il giardino dove Bonolis parla col vescovo della legge sulla famiglia a cui lavora in Parlamento"
- Mondo Candido (1975) "Il castello tedesco nel quale vive Candido (interni e cortile)"
- Giordano Bruno (1973) "Interni della residenza del patriarca, della Santa Sede, delle carceri veneziane"
- Don Bosco (1988) "Il palazzo del Vaticano dove Don Bosco (Gazzara) viene ricevuto in udienza dai papi"
- Così come sei (1978) "La villa fiorentina del conte Archi per la quale Giulio (Mastroianni) ristruttura il giardino"
- Femina ridens (1969) "Il palazzo sede dell'Istituto filantropico diretto dal dottor Sayer (Leroy)"
- 2061 - Un anno eccezionale (film di Carlo Vanzina, 2007), nella Sala del Mappamondo è ricreata la sede del Tribunale dove il cardinale Bonifacio Colonna (Michele Placido) condanna il gruppo di patrioti capeggiato da Ademaro Maroncelli (Diego Abatantuono)
- Stanza 17-17 Palazzo delle tasse ufficio imposte (1971) "La residenza del principe decaduto Gondrano (Franco Fabrizi) (interni)
- Operazione U.N.C.L.E. (2015) - la tenuta Vinciguerra dove Gaby è invitata a pranzo insieme allo zio"
- Sogno di una notte di mezz'estate (1999) - "La dimora di Teseo"
- Decameron Pie (2007, diretto da David Leland)
- Smetto quando voglio - Masterclass (film di Sydney Sibilia, 2017), nella Sala del Mappamondo è ambientata la scena del processo in Vaticano ad un'attivista per i diritti umani, difesa da Vittorio (Rosario Lisma), l'Avvocato della "Banda dei Ricercatori"

• Luther, 2003, diretto da Eric Till (il Palazzo   Apostolico in Vaticano ai tempi di Leone X)
• Rapito, 2023, di Marco Bellocchio (residenza di papa Pio IX). Appaiono in particolare la Sala del Mappamondo (studio del papa), lo scalone, i giardini e la cappella.

### Televisione
- Vi sono state girate diverse scene della serie tv I Medici.[7]
- Varie scene di "Leonardo", 2021, diretto da Dan Percival e Alexis Sweet.